# Ozineus cinerascens
Ozineus cinerascens är en skalbaggsart som beskrevs av Bates 1863. Ozineus cinerascens ingår i släktet Ozineus och familjen långhorningar. Inga underarter finns listade i Catalogue of Life.